# Мачковці
Мачковці (словен. Mačkovci) — поселення в общині Пуцонці, Помурський регіон, Словенія. Висота над рівнем моря: 271 м.